# JET55〜Eagle,Shark,Panther〜
「JET55〜Eagle,Shark,Panther〜」（じぇっとごーごー/いーぐる,しゃーく,ぱんさー）は、2004年5月26日に発売された、餓鬼レンジャーの5枚目のシングルである。

## 概要
- 前作から約一年半ぶりとなるシングルである。
- 2013年時点で、餓鬼レンジャーとしては最後のCDシングルである。（2010年8月18日に『Japanese Chin ~貝より犬より椅子になりたい~』が発表されたが、これは配信限定シングルである。）

## 収録曲
1. JET55〜Eagle,Shark,Panther〜[3:26]
作詞：Pocyomkin・YOSHI・HIGH SWITCH／作曲：DJ WATARAI／編曲：餓鬼レンジャー
この曲では、DJ High Switchもラップを担当している。
2. JET55〜Eagle,Shark,Panther〜 (HIGH SWITCH VERSION)[4:05]
作詞：Pocyomkin・YOSHI・HIGH SWITCH／作曲：HIGH SWITCH／編曲：餓鬼レンジャー
現時点で、このヴァージョンはこのシングルでしか聴くことが出来ない。
3. MONKEY 4〜beyond the mystic cloudy-sky MIX〜[6:31] 
編曲：稲葉正敏